# 飯塚雅弓の超ラジ!
『Voice of A&G Digital 飯塚雅弓の超ラジ!』（いいづかまゆみのちょうラジ）は、超!A&G+で生放送されていたラジオ番組。
パーソナリティは飯塚雅弓。

## 概要
パーソナリティ
- 飯塚雅弓

放送時間
- 2007年3月14日 - 2007年8月29日（UNIQue the RADIOに超!A&G+の枠を設けての放送）
水曜日 17:30 - 19:00（リピート放送：木曜日：10:30 - 12:00）
- 2007年9月5日 - 2008年4月2日
水曜日 17:30 - 19:00（リピート放送：水曜日：22:30 - 24:00、木曜日：7:30 - 9:00、12:30 - 14:00）
- 2008年4月9日 - 2009年4月1日
水曜日 18:30 - 20:00（リピート放送：水曜日：24:30 - 26:00、木曜日：8:30 - 10:00、14:30 - 16:00）[1]

## コーナー
フリートーク&ふつおた
テーマメッセージ紹介
リレーメッセージ
前日の『超ラジ!火曜日』パーソナリティ（かつては柿原徹也、その後は吉野裕行）からのメッセージが流れてくる。
まゆみるくの伝言板
まゆみるく（飯塚扮するキャラクター）がリスナーから送られてきた誰か宛の伝言をリスナーの代わりに伝えるコーナー。
私を画伯に導いて♪
リスナーから送られてきた絵描き歌をスケッチブックに描いて画伯を目指すコーナー。コーナー中はベレー帽をかぶっている。
今日は何の日?
放送日の日の過去に起こった出来事や雑学などを紹介している。
まゆみクリニック
リスナーから送られてきた悩みにまゆみ先生（飯塚扮するキャラクター）が相談にのるコーナー。コーナー中は白衣を着ている。
7時ちょっと過ぎだよ全員集合!
飯塚がリスナーから送られてきた色々な問題やゲームにチャレンジするコーナー。コーナー開始時には、『8時だョ!全員集合』の曲が流れる。
Music Box
飯塚が選んだ好きな曲を流すコーナー。
まー占い
週末の運勢をおみくじ式の血液型占いで占う。コーナー中は占い師風のピンクの布を頭からかぶっている。
超ラジ!ことわざ白書
居酒屋まゆみ
週末お勧めまータウン情報
動画つき配信になった2008年10月8日以降若干コーナーをリニューアルし、いくつかのコーナーの放送時間が変更となっている。例えば「7時ちょっと過ぎだよ全員集合!」が「7時25分だよ全員集合!」に時間が変更など。

## ゲスト
- #91（2008年12月3日） - 鷲崎健[4]
- #105（2009年3月11日） - 鷲崎健、名塚佳織[5]

## エピソード
- 第43回（2008年1月2日放送）は生放送で行われ、この日のリレーメッセージは月曜・火曜が事前収録だったため、前の週の金曜日の鷲崎健から飯塚へのリレーメッセージとなっていた。
- 第95回（2008年12月31日放送）は第93回の生放送終了後に事前収録[6]され、リレーメッセージや一部のコーナー、番組中のCMが休止となった。また、この回は飯塚には知らされていない番組スタッフのサプライズの数々が繰り広げられ[7]、そのエピソードについては第96回にて一部トークしていた。
- 第100回（2009年2月4日放送）は「今日は何の日？」が復活して、この番組の歴史を振り返るというコーナーが特別に設けられていた。なおこの回放送分から第102回（2009年2月18日放送分）まではメインスタジオが放送機器の改修工事のため文化放送の第5スタジオを間借りして生放送されていた。
- 第101回（2009年2月11日放送）は吉野裕行からのリレーメッセージ明けに吉野から逆チョコのプレゼントがあって飯塚は驚く場面があった。
- 第103回（2009年2月25日）は飯塚の声がアダルトハスキーボイスの状況下で生放送していた。
- 第108回（2009年4月1日）の放送をもって番組終了。番組の最後には、鷲崎健、三瓶由布子より花束を渡された。